# 氣象新聞公司
氣象新聞公司（日語：株式会社ウェザーニューズ；東證1部：4825），簡稱WNI，是日本跨國氣象情報供應公司，成立於1986年6月，總部設於日本東京都，全球營運中心設於日本千葉縣千葉市，全年無休進行氣象觀測、預測、分析工作，並向不同事業的客戶提供服務。

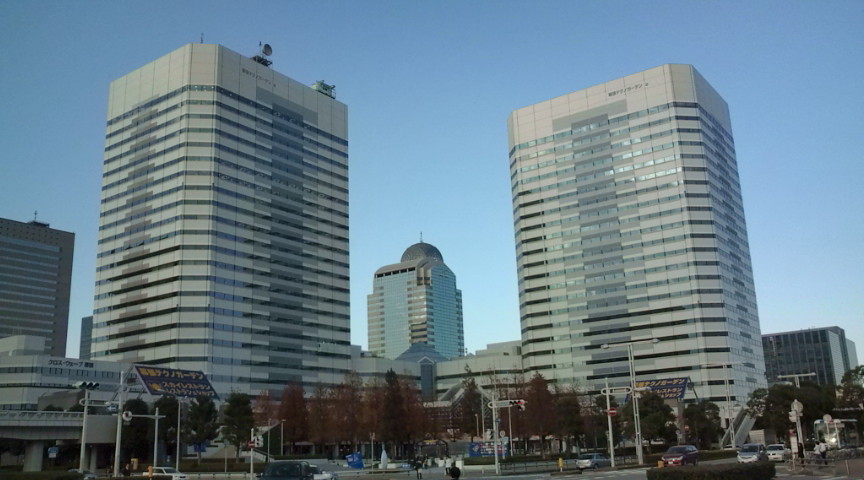
幕張科技園內的氣象新聞公司全球營運中心

目前擁有自衛隊退役的第一代白瀨號破冰船作為科研船。

## 沿革
- 1970年3月，美國海洋氣象情報供應業者Oceanroutes在日本東京都港區成立子公司Oceanroutes日本。
- 1983年4月，Oceanroutes日本開始向朝日放送提供氣象情報，成爲日本第一家向電視台提供氣象情報的民營公司。
- 1984年5月，Oceanroutes日本開始向日本各都道府縣政府提供綜合防災氣象諮詢服務。
- 1986年
  - 6月，石橋博良在金融機構協助下以管理層收購（MBO）方式出資1億8000萬日圓收購Oceanroutes日本的陸上及航空氣象部門，獨立為一家公司。
  - 9月，Oceanroutes日本的陸上及航空氣象部門被收購後獨立的公司改名為氣象新聞公司。
- 1988年
  - 3月，氣象新聞公司成立美國分公司。
  - 11月，氣象新聞公司首次提供日本雷擊情報。
- 1990年4月，氣象新聞公司在千葉縣千葉市美濱區幕張新都心設置幕張營運中心。
- 1992年10月，氣象新聞公司提供使用3D電腦圖形的氣象預報給朝日電視台新聞節目《NEWS STATION》，是全球首次使用立體電腦圖形的氣象預報。
- 1993年10月，氣象新聞公司吸收合併Oceanroutes。
- 1999年
  - 2月，氣象新聞公司開始向NTT DoCoMo i-mode提供「WNI氣象情報」。
  - 6月17日，中國電視公司與氣象新聞公司簽約合作，發展成台灣地面電視業界唯一全自動的氣象播報即時系統，每小時自動更新，提供中視新聞各節新聞節目使用。[1]
- 2000年
  - 10月，氣象新聞公司的氣象情報電視頻道「Weathernews」進駐Sky PerfecTV!第744頻道。
  - 11月，氣象新聞公司取得荷蘭氣象局民營化後成立公司B.V. Weerbureau HWS的股票，以氣象新聞公司1000股換購B.V. Weerbureau HWS 100股。
  - 12月，「Weathernews」頻道在日本廣播衛星（BS）數位電視第910頻道開播。
  - 12月25日，氣象新聞公司在納斯達克日本股票上市，股票代號為4825。2002年12月26日，氣象新聞公司在東京證券交易所市場第二部股票上市，股票代號為4825。
- 2003年
  - 3月，氣象新聞公司在中國大陸上海市成立上海分公司。
  - 5月，氣象新聞公司與美國航空簽訂航運氣象業務契約。2003年8月8日，氣象新聞公司在納斯達克日本股票下市。
  - 10月31日，氣象新聞公司在東京證券交易所市場第二部股票下市。
  - 11月4日，氣象新聞公司在東京證券交易所市場第一部股票上市，股票代號為4825。2004年3月，氣象新聞公司開始向7-11提供氣象顧問服務。2004年4月，氣象新聞公司開始向中國移動提供氣象顧問服務，另在西班牙與義大利成立子公司。
- 2006年3月，氣象新聞公司在臺灣臺北市成立分公司。
- 2007年
  - 5月，氣象新聞公司與中國電視公司合約到期，雙方未續約。
  - 5月31日，「Weathernews」頻道撤離Sky PerfecTV!。
- 2009年12月1日，氣象新聞公司成立一般財團法人WNI氣象文化創造中心。
- 2010年
  - 2月10日，從文部科学省接手已除役原本將拆除的南極研究船第一代白瀨號，船名改為發音相同的羅馬拼音「Shirase」，整修後做為氣象研究與教育用。
  - 5月22日，創辦人石橋博良逝世，享壽63歲[2]。
- 2011年4月4日，氣象新聞公司與朝日電視台展開全面合作。[3]

## 海外分公司
香港
- Weathernews (HK) Limited→Weathernews Hong Kong Limited

中國大陸
位於上海自貿區
- 纬哲纽咨信息咨询（上海）有限公司（Weathernews Shanghai Co, Ltd.）
- 上海桑晒信息技术有限公司（採權益法合資公司）

臺灣
- 日商緯哲氣象新聞股份有限公司（核准報備）
- 緯哲氣象股份有限公司（Weathernews Taiwan Ltd.）

## 外部連結
- .   [2010-08-18]. （原始内容存档于2010-08-23）.
- YouTube上的ウェザーニュース頻道
- ウェザーニュース的Twitch频道